# Bogdan Mladenović
Bogdan Mladenović (in serbo Богдан Младеновић?; Belgrado, 4 aprile 1996) è un calciatore serbo, centrocampista svincolato.

## Caratteristiche tecniche
È un trequartista.

## Carriera

### Club
Cresciuto nel settore giovanile del Rad Belgrado, ha esordito in prima squadra il 7 marzo 2015 disputando l'incontro di Superliga vinto 2-0 contro il Voždovac.

### Nazionale
Il 29 settembre 2016 ha esordito con la nazionale serba disputando l'amichevole persa 3-0 contro il Qatar.

## Statistiche
Statistiche aggiornate al 18 agosto 2019.

### Presenze e reti nei club
| Stagione            | Squadra             | Campionato          | Campionato | Campionato | Coppe nazionali | Coppe nazionali | Coppe nazionali | Coppe continentali | Coppe continentali | Coppe continentali | Altre coppe | Altre coppe | Altre coppe | Totale | Totale | Totale |
| Stagione            | Squadra             | Comp                | Pres       | Reti       | Comp            | Pres            | Reti            | Comp               | Pres               | Reti               | Comp        | Pres        | Reti        | Pres   | Reti   |        |
| ------------------- | ------------------- | ------------------- | ---------- | ---------- | --------------- | --------------- | --------------- | ------------------ | ------------------ | ------------------ | ----------- | ----------- | ----------- | ------ | ------ | ------ |
| 2014-2015           | Rad Belgrado        | SL                  | 11         | 1          | CS              | 0               | 0               |                    | -                  | -                  |             | -           | -           | 11     | 1      |        |
| 2015-2016           | Rad Belgrado        | SL                  | 17         | 0          | CS              | 1               | 0               |                    | -                  | -                  |             | -           | -           | 18     | 0      |        |
| 2016-2017           | Rad Belgrado        | SL                  | 28         | 5          | CS              | 2               | 0               |                    | -                  | -                  |             | -           | -           | 30     | 5      |        |
| 2017-2018           | Rad Belgrado        | SL                  | 27         | 2          | CS              | 2               | 0               |                    | -                  | -                  |             | -           | -           | 29     | 2      |        |
| 2018-2019           | Rad Belgrado        | SL                  | 27         | 2          | CS              | 1               | 0               |                    | -                  | -                  |             | -           | -           | 28     | 2      |        |
| ago. 2019           | Rad Belgrado        | SL                  | 1          | 0          | CS              | 0               | 0               |                    | -                  | -                  |             | -           | -           | 1      | 0      |        |
| Totale Rad Belgrado | Totale Rad Belgrado | Totale Rad Belgrado | 111        | 10         |                 | 6               | 0               |                    | -                  | -                  |             | -           | -           | 117    | 10     |        |
| 2019-2020           | Gil Vicente         | PL                  | 0          | 0          | CP+CdL          | 0               | 0               |                    | -                  | -                  |             | -           | -           | 0      | 0      |        |
| Totale carriera     | Totale carriera     | Totale carriera     | 111        | 10         |                 | 6               | 0               |                    | -                  | -                  |             | -           | -           | 117    | 10     |        |

### Cronologia presenze e reti in nazionale
| Cronologia completa delle presenze e delle reti in nazionale ― Serbia | Cronologia completa delle presenze e delle reti in nazionale ― Serbia | Cronologia completa delle presenze e delle reti in nazionale ― Serbia | Cronologia completa delle presenze e delle reti in nazionale ― Serbia | Cronologia completa delle presenze e delle reti in nazionale ― Serbia | Cronologia completa delle presenze e delle reti in nazionale ― Serbia | Cronologia completa delle presenze e delle reti in nazionale ― Serbia | Cronologia completa delle presenze e delle reti in nazionale ― Serbia |
| Data                                                                  | Città                                                                 | In casa                                                               | Risultato                                                             | Ospiti                                                                | Competizione                                                          | Reti                                                                  | Note                                                                  |
| --------------------------------------------------------------------- | --------------------------------------------------------------------- | --------------------------------------------------------------------- | --------------------------------------------------------------------- | --------------------------------------------------------------------- | --------------------------------------------------------------------- | --------------------------------------------------------------------- | --------------------------------------------------------------------- |
| 29-9-2016                                                             | Doha                                                                  | Qatar                                                                 | 3 – 0                                                                 | Serbia                                                                | Amichevole                                                            | -                                                                     | 46’                                                                   |
| Totale                                                                |                                                                       | Presenze                                                              | 1                                                                     |                                                                       | Reti                                                                  | 0                                                                     |                                                                       |